# Какабелос
Какабелос (ісп. Cacabelos) — муніципалітет в Іспанії, у складі автономної спільноти Кастилія-і-Леон, у провінції Леон. Населення — 5498 осіб (2010).
Муніципалітет розташований на відстані близько 350 км на північний захід від Мадрида, 95 км на захід від Леона.
На території муніципалітету розташовані такі населені пункти: (дані про населення за 2010 рік)
- Арборбуена: 23 особи
- Какабелос: 4485 осіб
- П'єрос: 32 особи
- Кілос: 703 особи
- Сан-Клементе: 37 осіб
- Вільябуена: 218 осіб

## Демографія
Динаміка населення (INE ):